# Villa Wagner (St. Ingbert)

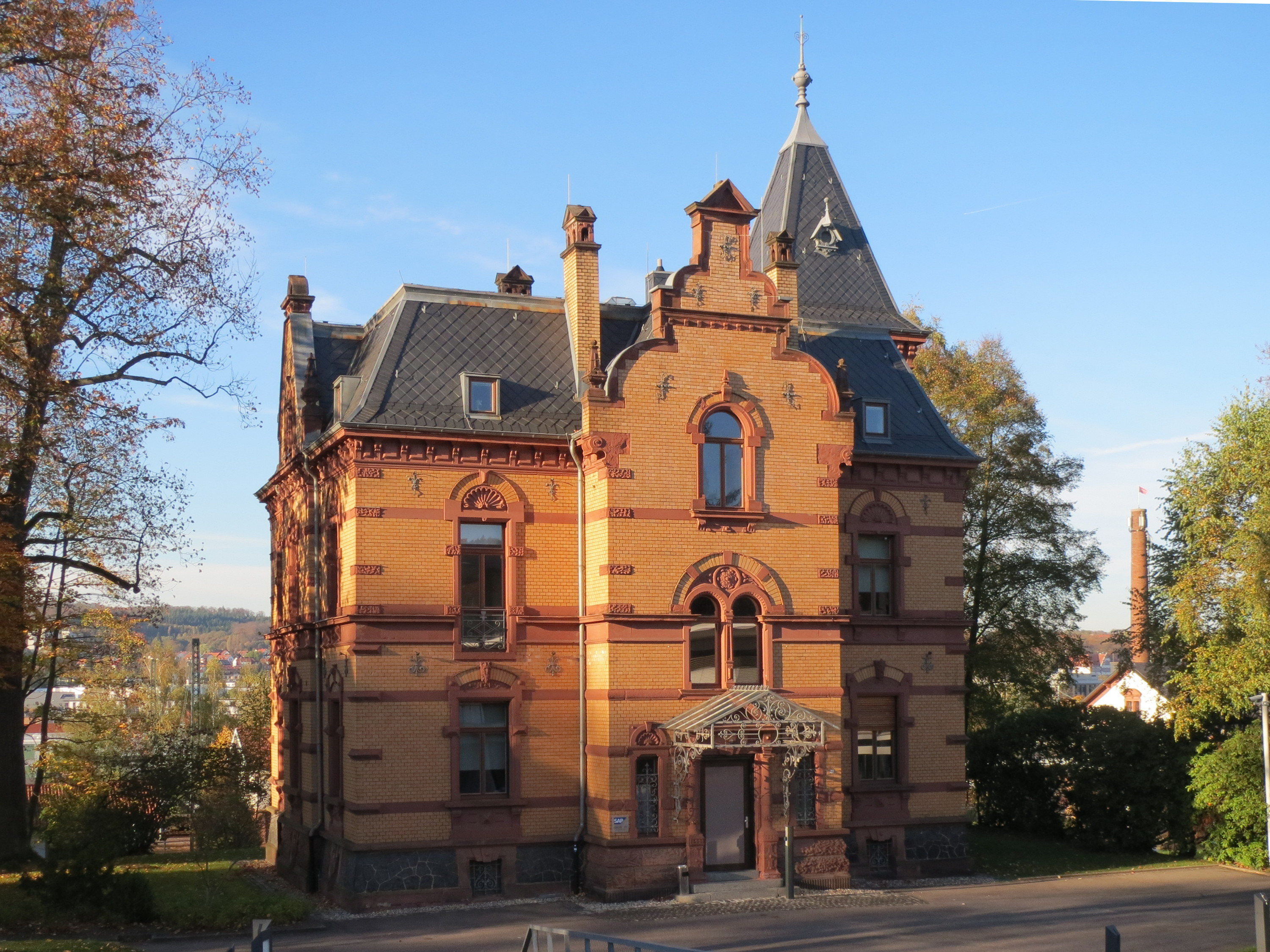
Villa Wagner

Die Villa Wagner ist ein denkmalgeschütztes Gebäude in der Neuen Bahnhofstraße 33 in St. Ingbert.

## Geschichte
Der Glasfabrikant Adolf Wagner ließ sich 1889/90 in einem Park nahe dem Bahnhof eine Villa im Stil des Historismus erbauen. Im 19. Jahrhundert wohnte dann der Gründer der Baustoffhandlung Weigand in dem Gebäude. 1931 wurde die Villa grundlegend umgebaut. 1955 erwarb die Stadt St. Ingbert das Gebäude mit dem Grundstück und eröffnete dort zwei Jahre später eine Jugendherberge. Der Park wurde der Öffentlichkeit zugänglich gemacht und 1962 umgestaltet. 1998 wurde die Herberge geschlossen und das Anwesen an die Firma SAP verkauft. Diese ließ das Gebäude 1999/2000 umbauen und die Remise abreißen. Seither ist das Gebäude Teil des SAP-Standorts St. Ingbert.

## Architektur

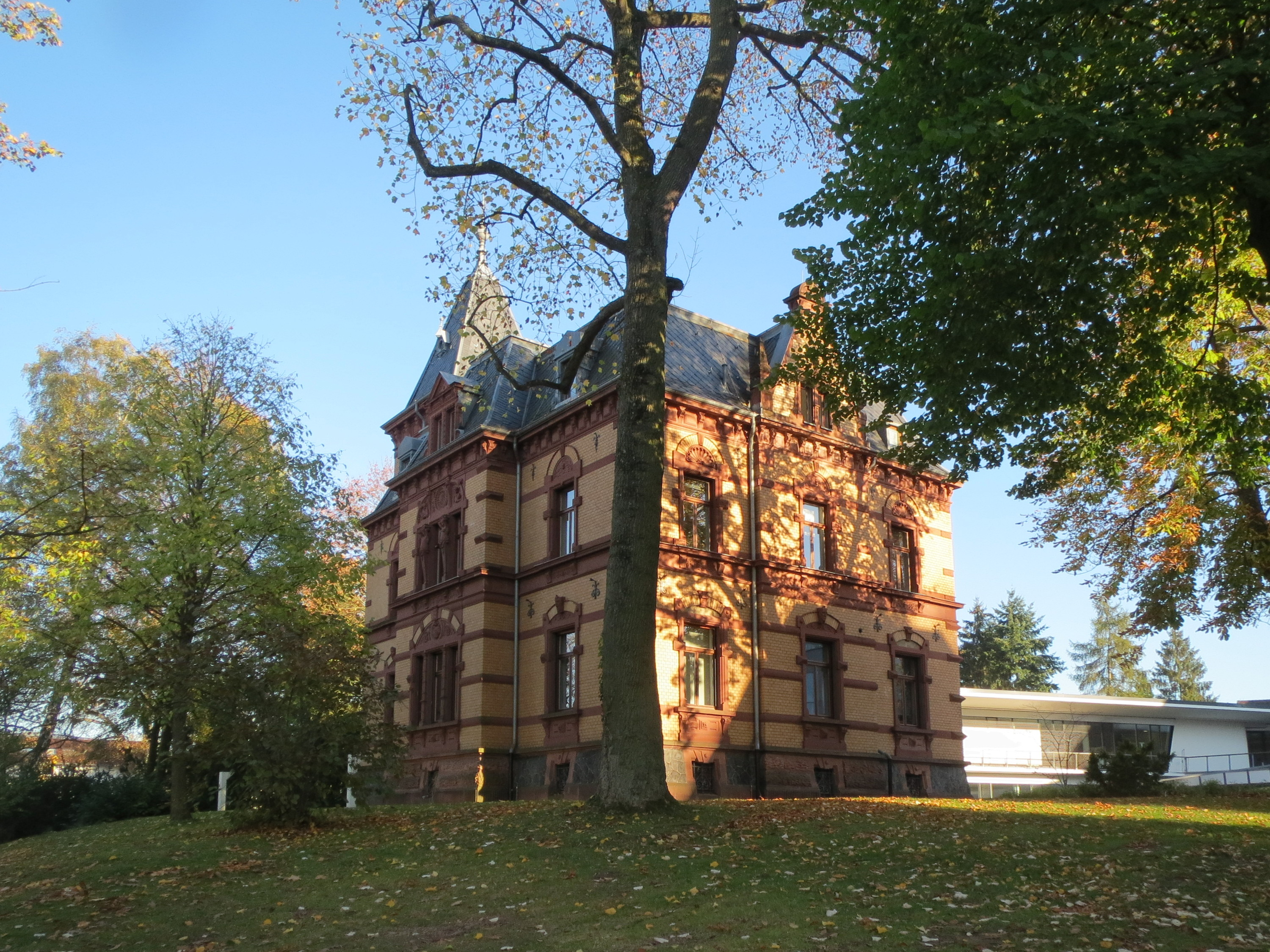
Villa Wagner

Das Haus mit flachem Mansarddach ist mit gelben Klinkersteinen verblendet. Gesimse, Laibungen und das Portal sind in rotem Klinker oder Sandstein ausgeführt. Portalseite im Süden und gegenüberliegende Nordseite besitzen jeweils einen weit vorspringen Mittelrisalit. Der Risalit auf der Portalseite ist mit einem aufwendigen Schweifgiebel ausgestattet. Das Portal wurde mit einem schmiedeeisernen Vordach geschützt. Während die Ostseite einen nicht ganz so weit vorspringenden Mittelrisalit besitzt, ist auf der Westseite anstelle eines Mittelrisalits ein quadratischer Eckturm mit Spitzhelm in die Fassade eingelassen. Die Fenster besitzen umlaufende Sohlbankgesimse mit breiten Konsolen im Erdgeschoss und ein die Fenster oben abschließendes Gesims. Das Erdgeschoss erhebt sich über einem rustizierten schrägen Sockelgeschoss mit quadratischen Fensterchen. Der zweigeschossige Baukörper schließt mit einem hohen Traufgemsims ab.
Das Sandsteinportal wird von Säulen toskanischer Ordnung mit hohen Postamenten flankiert und mit einem Architrav und einem Dreiecksgiebel abgeschlossen. Die Verdachungen der Fenster sind aufwendig verziert mit halbrunden Bögen. In den Bögen befinden sich Masken und Muschelornamente. Das Treppenhausfenster über dem Portal ist mit einem beide Fenster überspannenden Bogenfeld ausgestattet. Die schmalen hohen Fenster im Mittelrisalit auf der Nordseite sind mit großen Figuren verziert und besitzen breite Bogenfelder mit Verzierungen.